# Harilal Gandhi
Harilal Mohandas Gandhi ( Devanagari: हरीलाल गांधी), (1888 - 18 de junio de 1948) fue el hijo mayor de Mahatma Gandhi.

## Primeros años de vida
Harilal quería ir a Inglaterra para cursar estudios superiores y esperaba convertirse en un abogado como su padre había sido una vez. Su padre se opuso firmemente a esto, creyendo que una educación de estilo occidental no sería de gran ayuda en la lucha contra el dominio británico sobre la India Finalmente se rebeló contra la decisión de su padre, y en 1911 Harilal renunció a todos los lazos familiares. 
Se convirtió al islam durante un breve período y tomó el nombre de Abdullah Gandhi. Pero más tarde se reconvirtió al Hinduismo.
Harilal se casó con Gulab Gandhi y tuvieron cinco hijos, dos de los cuales murieron a temprana edad. Nilam Parikh, la hija de Ramibehn, que era la mayor de los hijos de Harilal, escribió una biografía sobre él. 
Murió de una enfermedad hepática el 18 de junio de 1948 en el hospital municipal de Bombay.

## Las cartas de Gandhi
En junio de 1935, Mahatma Gandhi escribió una carta a Harilal, acusándolo de violar a su propia hija, Manu, cuando sólo tenía ocho años. Ella se lo habría contado al abuelo durante una estancia con él. También entonces le instó a abandonar el "alcohol y libertinaje". En la carta, Mahatma Gandhi declaró que los problemas de Harilal eran más difíciles para él de tratar que la lucha por la independencia de la India. Escribió:
"Debes saber que tus problemas se han vuelto más complicados para mí que luchar por nuestra libertad nacional. Manu me dice cosas horribles sobre ti. Dice que la violaste cuando sólo tenía ocho años y estaba tan malherida que necesitó tratamiento médico.". 

## Gandhi, My father
La conflictiva relación entre Harilal y su padre es el tema de la película de 2007 Gandhi, My Father dirigida por Feroz Abbas Khan y protagonizada por Akshaye Khanna.